# George Farquhar
George Farquhar (født 1678, død 29. april 1707) var en engelsk dramatisk forfatter. 
Farquhar studerede ved Trinity College i Dublin, men forlod det i utide og debuterede i Dublin som skuespiller i Shakespeares Othello; ved et uheld dræbte han her en af sine medspillende, hvilket gjorde så dybt indtryk på ham, at han forlod scenen. Senere fik han af jarlen af Orrery en officerspost i dennes irske regiment og var en kort tid med det i Holland. Farquhars pekuniære forhold var altid trykkede, og 1706 solgte han endog sin officersbestalling for derved at komme ud af sin gæld.
Hans forhold blev mere og mere fortvivlede, og han døde nedbrudt og elendig. Hans i sin tid meget yndede lystspil udmærker sig ved drastiske skildringer af samtidens lette liv og ved deres vittige dialog; her kan nævnes: Love and a bottle (1698), The Constant Couple (1700) med fortsættelsen Sir Harry Wildair (1701), The Inconstant (1703, emnet fra Fletchers Wild Goose Chase), The Twin Rivals (1705), The recruiting officer (1706) og The Beaux Stratagem (1707), hans bedste komedie, senere efterlignet af Goldsmith i She stoops to conquer. Leigh Hunt udgav Dramatic Works of Wycherley, Congreve, Vanbrugh, and Farquhar (2. udgave, London 1860).